# El Carupanazo
El Carupanazo foi uma rebelião militar de curta duração contra o governo de Rómulo Betancourt, na qual militares rebeldes comandando o Terceiro Batalhão de Infantaria da Marinha e o 77.º Destacamento da Guarda Nacional tomaram a cidade de Carúpano em maio de 1962. A rebelião foi seguida um mês depois por outra em Puerto Cabello, El Porteñazo.

## Rebelião

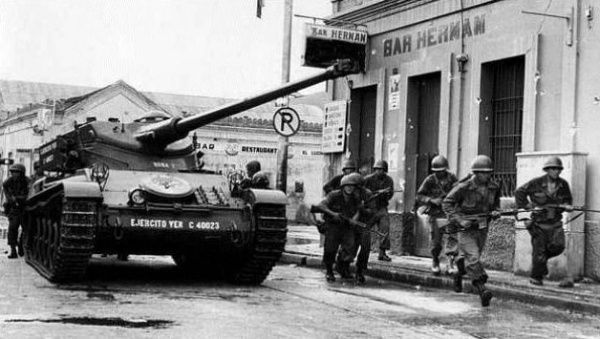
Tanque durante a rebelião.

Por volta da meia-noite do dia 4 de maio de 1962, militares em rebelião contra o governo de Rómulo Betancourt tomaram a cidade de Carúpano. Os insurgentes, sob o comando do capitão Jesús Teodoro Molina Villegas, do major Pedro Vegas Castejón e do tenente Héctor Fleming Mendoza, ocuparam as ruas e edifícios da cidade, o aeroporto e a estação de rádio, a Radio Carúpano, que usaram para transmitir sua mensagem, a si mesmos de Movimiento de Recuperación Democrática.
O presidente Betancourt exigiu a rendição dos rebeldes, mas ao mesmo tempo ordenou que a força aérea atacasse a cidade e a marinha começou a bloquear o porto marítimo em uma operação chamada Operación Tenaza. No dia seguinte, o governo conseguiu capturar Carúpano e seus arredores, prendendo mais de 400 militares e civis envolvidos na rebelião.
Os envolvidos foram o deputado Eloy Torres, do Partido Comunista da Venezuela (PCV), além de outros membros desse partido e do Movimiento de Izquierda Revolucionaria (MIR). Como resultado, Betancourt suspendeu as garantias constitucionais, acusou o PCV e o MIR de envolvimento e decretou a ilegalidade de ambos os partidos.